# Sylopuntiasläktet
Sylopuntiasläktet (Austrocylindropuntia) är ett suckulent växtsläkte inom familjen kaktusar, med 11 arter från Ecuador, Peru, Bolivia och Argentina. Det har tidigare räknas till opuntior (Opuntia) men nyare forskning visar att släktet förtjänar sin status. De skiljer sig från opuntior genom att ha cylindriska stammar och från de nordliga släktet cylinderopuntior genom att sakna taggslida och genom karaktärer i fröna. Några arter odlas som krukväxter i Sverige.

## Beskrivning
Sylopuntior är buskar eller träd 0,5-5 m. Rötterna har knölar. Stammarna är cylindriska och växer vanligen inte i form av ledstycken. Bladen är små och cylindriska och sitter kvar relativt länge innan de slutligen faller av. Areolerna bär glochider och ofta taggar och hår.
Blommorna saknar blompip och i regel korta blomblad. När blomman är överblommad. vissnar den och faller av och lämnar en cirkelrund fördjupning efter sig överst på den annars äggformade frukten. Frukterna har tjocka väggar och har fruktkött.

## Etymologi
Namnet Austrocylindropuntia betyder sydlig cylinderopuntia.

## Odling
Arterna är relativt lätta att odla, men det kan vara svårt att få dem i blom i Sverige då de kräver mycket ljus. De vill ha en placering i full sol och jorden bör vara väldränerad. Ge mycket vatten från vår till höst, sparsamt när det är mulet.  Övervintras svalt och helt torrt. De flesta arterna uppskattar 5-10°C under viloperioden. Några arter tål lätt frost.

## Referenser

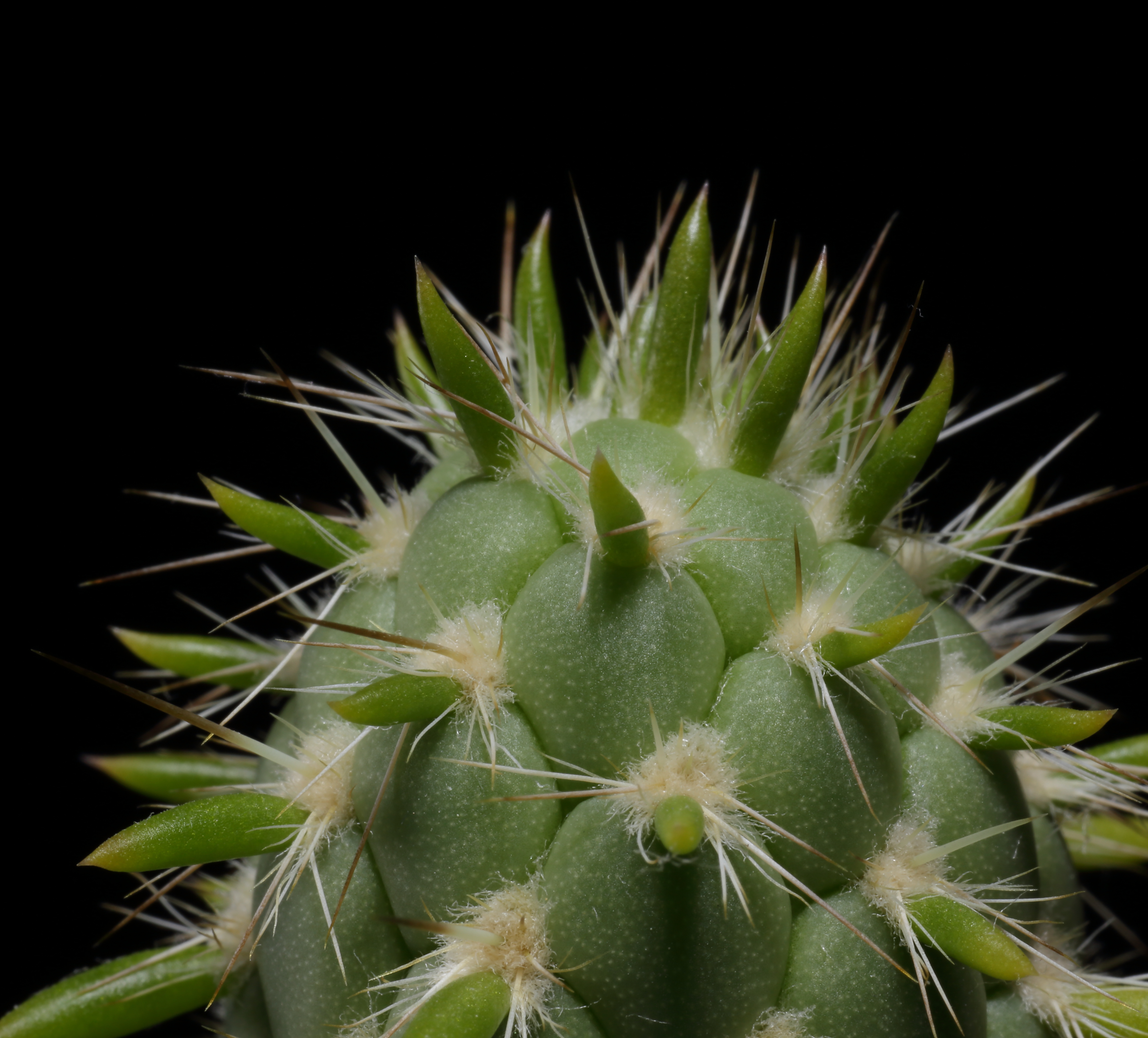
Närbild på en Austrocylindropuntia pachypus.